# Château de Medininkai
Le château de Medininkai est un château situé près de Vilnius en Lituanie, construit entre la fin du XIIIe siècle et le premier quart du XIVe siècle. Il contrôlait un périmètre de 6,5 ha ; c'est le plus grand château de Lituanie.
Le château édifié sur un terrain plat, était conçu pour une défense de flanc. Son enceinte à plan rectangulaire est d'une superficie d'environ 1,8 ha, et formée de remparts de 15 m de hauteur et de 2 m d'épaisseur. Il y avait 4 portes et 4 tours. Le donjon, haut de 30 mètres, servait de logis. Medininkai apparaît pour la première fois dans les sources écrites en 1392. Il a été fortement endommagé par un grand incendie à la fin du XVe siècle. Avec l'arrivée des armes à feu, ce type de forteresse avait perdu toute importance militaire et ne servit plus que de palais. Aux XVIIe –XVIIIe siècle il fut reconverti en ferme et boulangerie.

## Galerie

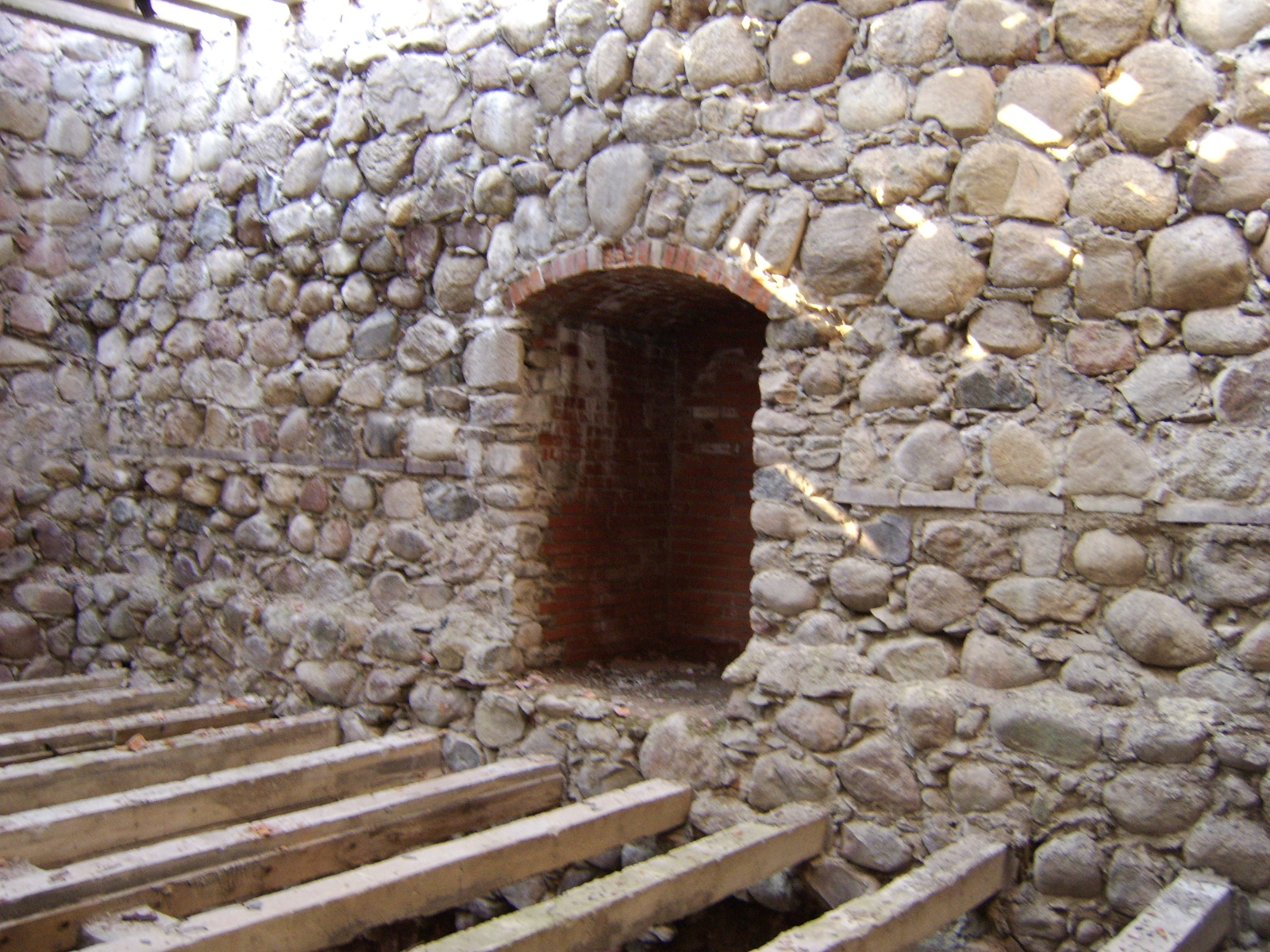
L'intérieur de la forteresse
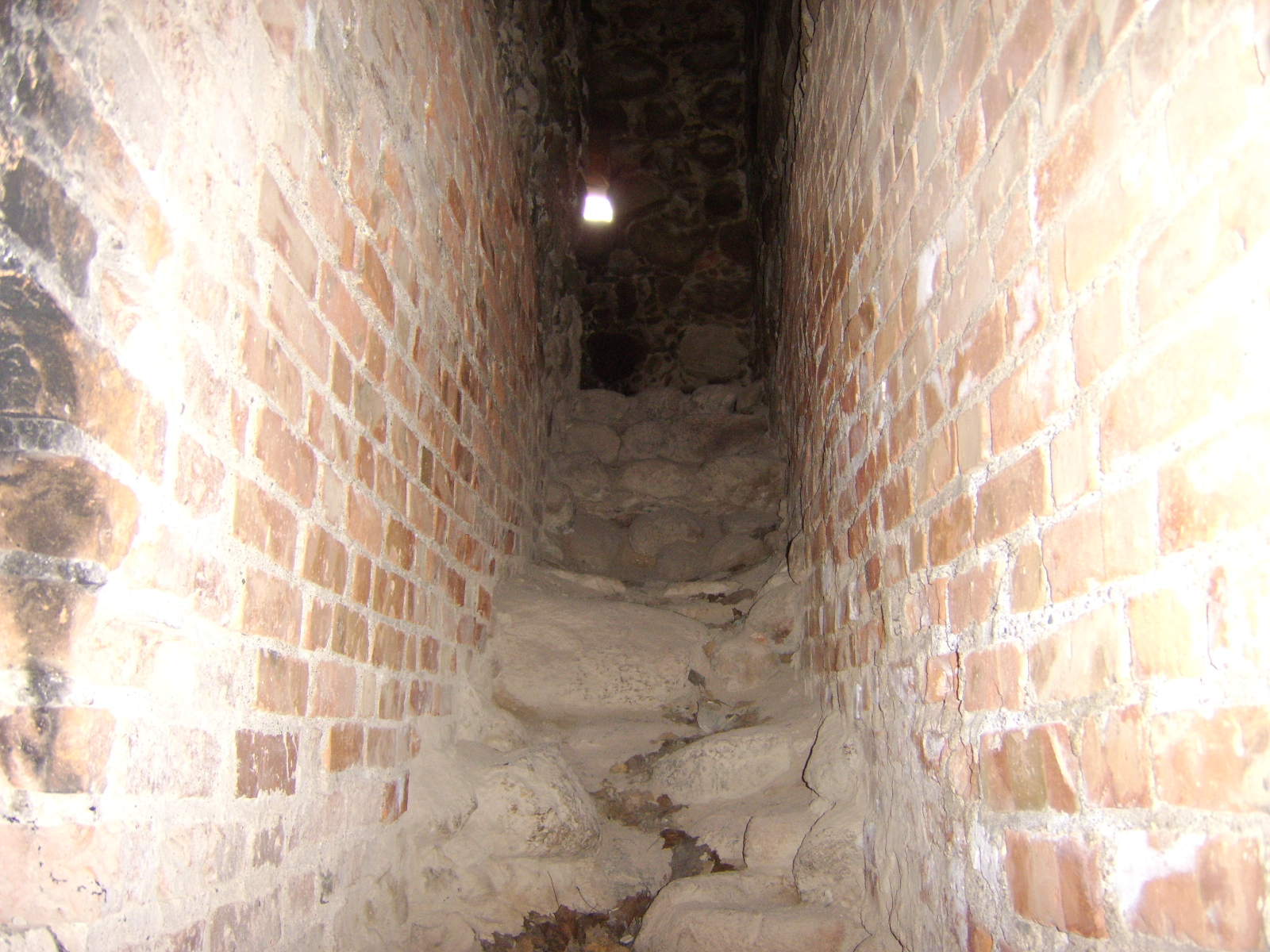
Entrée du donjon
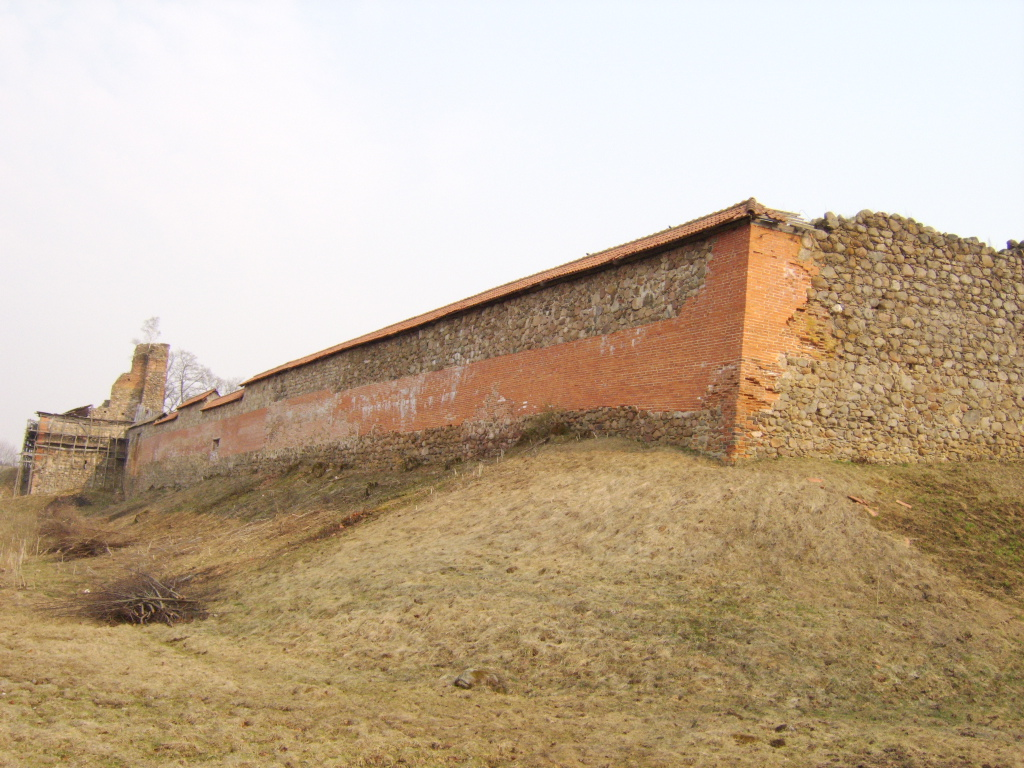
Les remparts
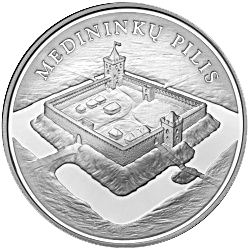
Pièce commémorative d'un Litas célébrant le château de Medininkai.
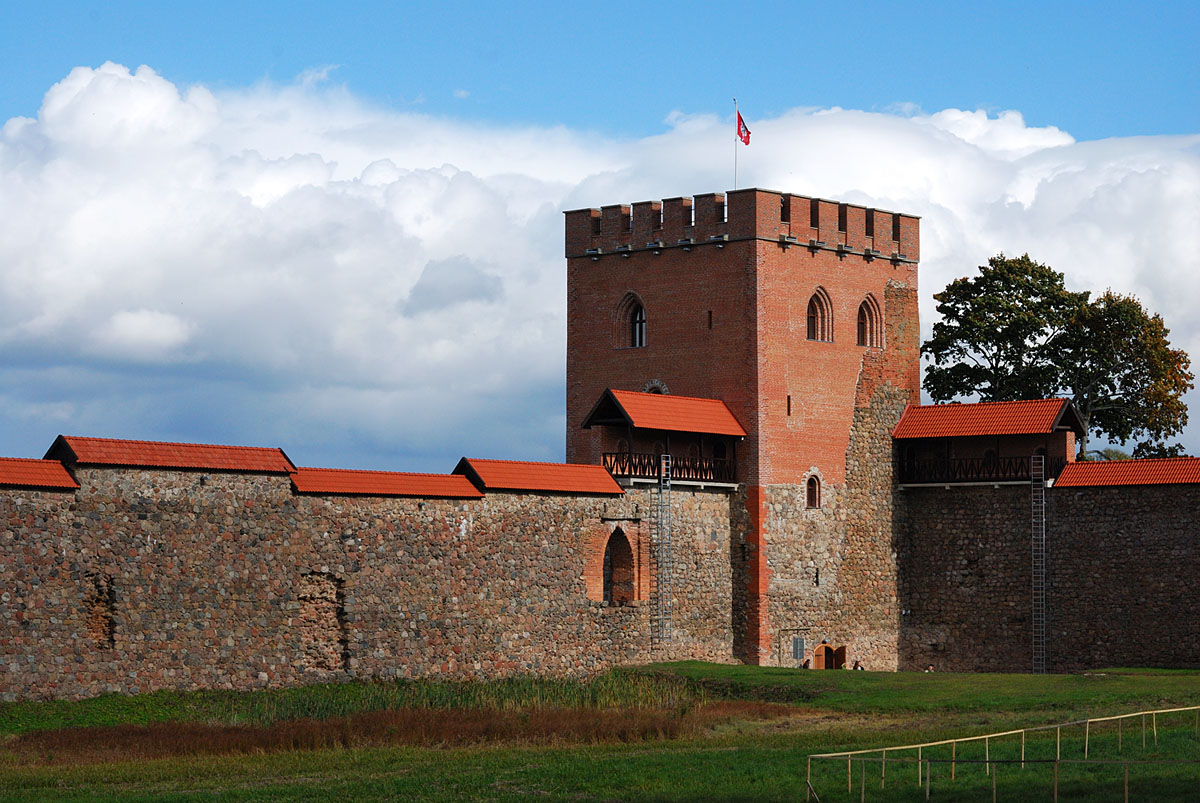
Reconstitution du château de Medininkai
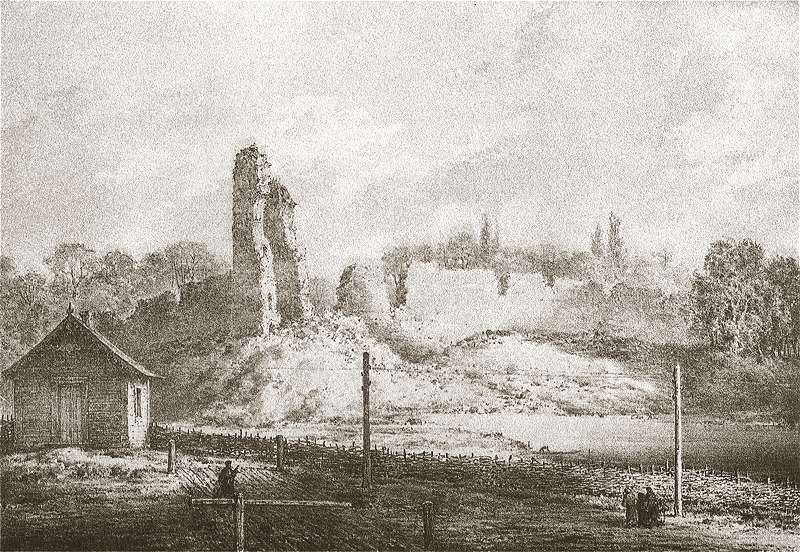
Croquis de l'enceinte et de la tour par Napoleon Orda (XIXe siècle).
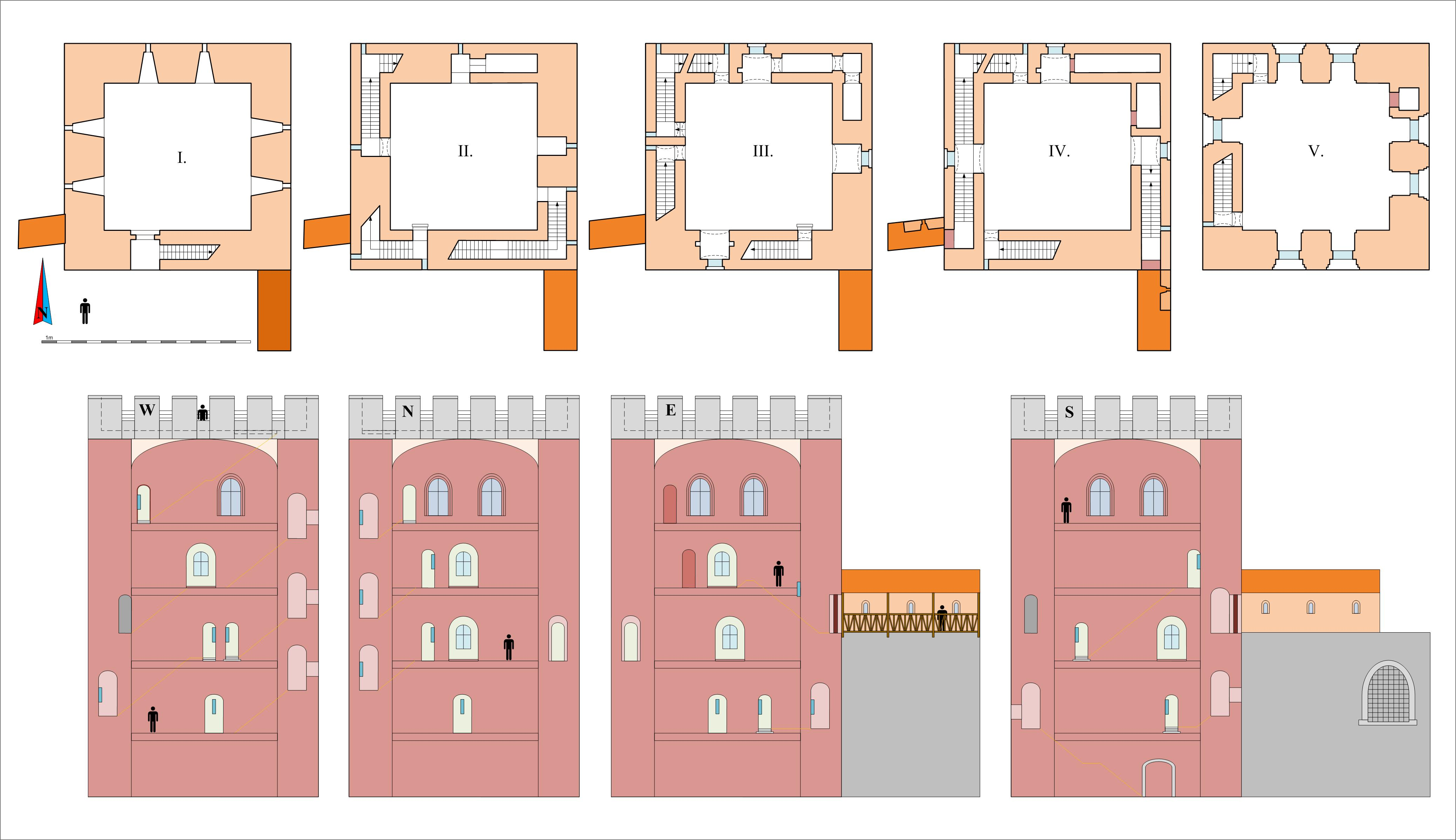
Plan de la tour nord-est du château de Medininkai